# Melissa Breen
Melissa Breen (ur. 17 września 1990 w Canberze) – australijska lekkoatletka, sprinterka, uczestniczka igrzysk olimpijskich, rekordzistka Australii i Oceanii w biegu na 100 metrów.
W 2008 dotarła do półfinału biegu na 100 metrów podczas mistrzostw świata juniorów w Bydgoszczy. Ósma zawodniczka uniwersjady w Belgradzie (2009). Rok później osiągnęła półfinał igrzysk Wspólnoty Narodów. W 2011 i 2013 bez powodzenia startowała na mistrzostwach świata. W 2012 i 2016 reprezentowała Australię na igrzyskach olimpijskich.
Wielokrotna złota medalistka mistrzostw Australii oraz reprezentantka kraju w meczach międzypaństwowych.

## Osiągnięcia
| Rok  | Impreza                     | Miejsce        | Konkurencja             | Lokata     | Wynik |
| ---- | --------------------------- | -------------- | ----------------------- | ---------- | ----- |
| 2008 | Mistrzostwa świata juniorów | Bydgoszcz      | bieg na 100 metrów      | półfinał   | 11,70 |
| 2009 | Uniwersjada                 | Belgrad        | bieg na 100 metrów      | 8. miejsce | 11,72 |
| 2009 | Uniwersjada                 | Belgrad        | bieg na 200 metrów      | półfinał   | 24,12 |
| 2010 | Puchar interkontynentalny   | Split          | bieg na 100 metrów      | 8. miejsce | 11,58 |
| 2010 | Igrzyska Wspólnoty Narodów  | Nowe Delhi     | bieg na 100 metrów      | półfinał   | 11,78 |
| 2011 | Mistrzostwa świata          | Daegu          | sztafeta 4 × 100 metrów | eliminacje | 43,79 |
| 2012 | Igrzyska olimpijskie        | Londyn         | bieg na 100 metrów      | eliminacje | 11,34 |
| 2013 | Mistrzostwa świata          | Moskwa         | bieg na 100 metrów      | eliminacje | 11,47 |
| 2013 | Mistrzostwa świata          | Moskwa         | bieg na 200 metrów      | eliminacje | 23,95 |
| 2014 | Igrzyska Wspólnoty Narodów  | Glasgow        | bieg na 100 metrów      | półfinał   | 11,45 |
| 2014 | Igrzyska Wspólnoty Narodów  | Glasgow        | sztafeta 4 × 100 metrów | 5. miejsce | 44,21 |
| 2014 | Puchar interkontynentalny   | Marrakesz      | bieg na 100 metrów      | 8. miejsce | 11,75 |
| 2014 | Puchar interkontynentalny   | Marrakesz      | bieg na 200 metrów      | 8. miejsce | 23,81 |
| 2015 | Mistrzostwa świata          | Pekin          | bieg na 100 metrów      | eliminacje | 11,61 |
| 2016 | Igrzyska olimpijskie        | Rio de Janeiro | bieg na 100 metrów      | eliminacje | 11,74 |
| 2018 | Igrzyska Wspólnoty Narodów  | Gold Coast     | bieg na 100 metrów      | półfinał   | 11,76 |
| 2018 | Igrzyska Wspólnoty Narodów  | Gold Coast     | sztafeta 4 × 100 metrów | –          | DQ    |
| 2019 | Mistrzostwa świata          | Doha           | sztafeta 4 × 100 metrów | eliminacje | DNF   |

## Rekordy życiowe
- Bieg na 60 metrów (hala) – 7,30 (2011)
- Bieg na 100 metrów – 11,11 (2014) były rekord Australii i Oceanii
- Bieg na 200 metrów (stadion) – 23,12 (2013)